# Итальянская забастовка
«Италья́нская забасто́вка» — форма протеста наряду с забастовкой и саботажем, при которой сотрудники предприятия предельно строго исполняют свои должностные обязанности и правила, ни на шаг не отступая от них и ни на шаг не выходя за их пределы. 
Иногда «итальянскую забастовку» называют работой по правилам (англ. Work-to-rule). Такой метод забастовочной борьбы весьма эффективен, так как работать строго по инструкциям практически невозможно и, вкупе с бюрократическим характером должностных инструкций и невозможностью учесть в них все нюансы производственной деятельности, такая форма протеста приводит к существенному спаду производительности и, соответственно, к крупным убыткам для предприятия. При этом с «итальянской забастовкой» трудно бороться с помощью антизабастовочных законов, а привлечь к ответственности инициаторов практически невозможно, поскольку формально они действуют в строгом соответствии с нормативными актами.
Бастующие во время забастовки могут в обязательном порядке выполнять не все, а только некоторые правила. Демонстративно небрежная работа иногда также называется итальянской забастовкой. Некоторые эксперты называют такую забастовку цивилизованным методом высказывания своего недовольства.
Применение данной формы протеста в современной России связано с прямым переводом — «работа по правилам». На самом же деле для саботажа и затягивания выполнения производственного задания в Италии применялись не правила, установленные официальными должностными инструкциями, а правила, индивидуально принятые для конкретной акции её организаторами. Эффективность данного вида протеста заключается в невозможности для нанимателя заменить работника штрейкбрехером, поскольку формально бастующий не покидает рабочего места.

## История
Такая борьба за свои права применялась в Италии (отсюда и название) в конце XIX века — начале XX веков.
Так, данный тип забастовки использовали синдикалисты, когда в 1895 году бастовали итальянские железнодорожные работники. При этом ещё в 1889 году докеры Глазго провели успешную итальянскую забастовку.
По другим[каким?] источникам, впервые итальянскую забастовку начали применять итальянские полицейские. По некоторым[каким?] сведениям, такая забастовка впервые проведена итальянскими лётчиками, которые, борясь за свои права, договорились делать всё строго по инструкции. В результате число полётов значительно сократилось. Это маловероятная версия, поскольку развитие авиации было не на том уровне, чтобы носить столь массовый характер.

В России термин «итальянская забастовка» известен как минимум с начала XX века. Например, газета «Русское Слово» в номере от 22 (09) июля 1907 года сообщает:
На петербургско-варшавской железной дороге производится «итальянская» забастовка, заключающаяся в строгом выполнении инструкций при производстве манёвров, благодаря чему поезда опаздывают и многие отменяются.
В отечественной литературе итальянская забастовка описана в романе Дмитрия Дмитриевича Нагишкина «Сердце Бонивура»: во время японской интервенции на Дальнем Востоке рабочие решают тянуть «волынку итальянскую»:
Контролёр отскочил от клепальщика. 

— Итальянишь? 
— Лучше итальянить, чем японить! 
Контролёр заметался по своему участку. Он увидал, что урок с утра почти не продвигался, несмотря на внешнее впечатление усиленной работы. Старший контролёр побежал в управление.

«Волынкой» называли разновидность итальянской забастовки, при которой протестующие нарочно затягивают работу. Словарь Ушакова даёт такое определение:
2. только ед. Приносящее вред или вносящее беспорядок затягивание, медлительность в работе в какой-н. деятельности; какое-н. дело, действия, надолго затянувшиеся и не дающие осмысленного результата (простореч.).
Подобный термин вошёл в советские документы, относящиеся к событиям наподобие Вичугской всеобщей стачки 1932 года и Норильского восстания заключённых 1953 года.
В современной России известна итальянская забастовка на сборочном заводе компании Ford под Санкт-Петербургом и организованное справедливороссами затягивание принятия поправок в закон о митингах, результатом которого стало беспрецедентно длинное заседание Госдумы. Последнюю было бы корректнее назвать словом филибастер.

## Японская забастовка
В Японии распространена аналогичная форма протеста — так называемая «японская забастовка». Работники предупреждают о ней работодателя за месяц. В течение забастовки все работают по правилам, при этом в одежде используются детали (надписи, символы), говорящие о выдвигаемых требованиях или просто о самом факте разногласия с работодателем.

## Художественные произведения
- Дмитрий Нагишкин: Сердце Бонивура: Роман — 2006 ISBN 5-9533-1426-4
- Артур Хейли: Менялы / The Moneychangers. Роман. (1975)